# Manuel Stiefler
Manuel Stiefler (* 25. Juli 1988 in Bayreuth) ist ein deutscher Fußballspieler.

## Karriere

### Jugendvereine
Als Fünfjähriger hatte Manuel Stiefler mit dem Fußballspielen in der Jugend der TSC Pottenstein begonnen. Im Alter von 12 Jahren kam er in den DFB-Stützpunkt Bayreuth-Kulmbach. Seinerzeit hatte der Stützpunktkoordinator Stiefler auch für die Kreisauswahl aufgeboten. Danach ging er in die Jugend des SpVgg Bayreuth, ehe er 2002 in die Jugend des damaligen Zweitligisten SpVgg Greuther Fürth wechselte. Indes schaffte Stiefler gar den Sprung in die Bayern-Auswahl. In seinem letzten Jahr in der A-Jugend der Fürther (Stieflers letztes Jahr vor dem Erreichen der Altersgrenze) hatte er sich einen Sehnenriss im Oberschenkel zugezogen. Somit war seine Zeit in Fürth beendet.

### SpVgg Bayreuth
2007 wechselte Stiefler nach dem Erreichen der Altersgrenze in die erste Mannschaft seines früheren Klubs SpVgg Bayreuth, die in der damals viertklassigen Bayernliga spielte. Sein erstes Spiel im Seniorenbereich machte er am 15. August 2007 gegen den SV Heimstetten; am 24. August 2007 gelangen Stiefler seine ersten beiden Treffern im Seniorenbereich. In der Heimat stieg Stiefler zum Stammspieler auf. Bayreuth belegte am Ende der Saison den ersten Platz, erhielt aber keine Lizenz für die Regionalliga. Stiefler war im Saisonverlauf zu 29 Einsätzen und fünf Treffern gekommen. Stiefler erweckte das Interesse seines Ex-Klubs Fürth und die des 1. FC Nürnberg.

### 1. FC Nürnberg
Zur Saison 2008/09 wechselte Stiefler in die zweite Mannschaft des, damals zuvor in die 2. Bundesliga abgestiegenen, 1. FC Nürnberg, die in der Regionalliga Süd spielte. Nach 32 Einsätzen und fünf Toren erhielt er zur Folgesaison einen Vertrag für die Profimannschaft, welche davor den Wiederaufstieg in die Bundesliga schafften. Stiefler lief jedoch weiterhin für die Reserveelf auf. Einer der Gründe war auch der Trainerwechsel in der Profimannschaft von Michael Oenning zu Dieter Hecking.

### 1. FC Saarbrücken
Zur Saison 2010/11 wechselte der Mittelfeldakteur zum 1. FC Saarbrücken, der in die 3. Liga aufgestiegen war, und gab am 11. August 2010 sein Profiligadebüt, als er am zweiten Spieltag gegen den FC Carl Zeiss Jena in der 84. Minute für Ufuk Özbek eingewechselt wurde. In der Folgezeit wurde er jedoch nur phasenweise Stammspieler. Seinen ersten Treffer im Profifußball erzielte Stiefler am 5. März 2011 beim 4:1-Sieg gegen die zweite Mannschaft des FC Bayern München. Stiefler wurde in dieser Saison, in der Saarbrücken sich lange Zeit in der zweiten Tabellenhälfte befand und am Saisonende den sechsten Tabellenplatz belegte, 32-mal eingesetzt, wobei ihm vier Treffer gelangen. In der folgenden Saison, in der die Mannschaft zeitweise um den Aufstieg in die 2. Bundesliga mitspielte und zum Saisonende den zehnten Tabellenplatz belegte, spielte Stiefler 30-mal. Dabei erzielte er fünf Tore.

### SV Sandhausen
Da er seinen Vertrag beim 1. FC Saarbrücken nicht verlängern wollte, unterschrieb er am 30. Mai 2013 einen neuen Vertrag beim Zweitligisten SV Sandhausen. Dort zog er sich im April 2015 einen Kreuzbandriss zu und fiel bis November aus. Im Januar 2016 riss er sich erneut das Kreuzband und fiel abermals für ein ganzes Jahr aus. Für Sandhausen erzielte er bei der 2:3-Heimniederlage gegen den VfL Bochum am 17. März 2018, dem 27. Spieltag der Saison 2017/18, mit der Hacke per Direktabnahme den Treffer zur zwischenzeitlichen 1:0-Führung. Dieser Treffer wurde zum Tor des Monats März 2018 gewählt. Stiefler war damit der erste Spieler des SV Sandhausen, der diese Auszeichnung erhielt. Nach insgesamt 82 Ligaspielen und fünf Toren in fünf Saisons wurde sein auslaufender Vertrag im Sommer 2018 nicht verlängert.

### Karlsruher SC
Zur Saison 2018/19 wechselte der damit vereinslose Stiefler ablösefrei zum Drittligisten Karlsruher SC, wo er einen Vertrag bis Juni 2020 unterzeichnete. Dort debütierte er am 1. Spieltag dieser Saison beim 1:1 gegen Eintracht Braunschweig. Im Laufe der Saison entwickelte sich Stiefler auch wegen seiner variablen Einsetzbarkeit zu seinem wichtigen Bestandteil der Mannschaft. Zumeist kam er jedoch im defensiven oder rechten Mittelfeld zum Einsatz. Mit seinen Leistungen bei insgesamt 35 Ligaeinsätzen und zwei erzielten sowie acht vorbereiteten Treffern trug er maßgeblich dazu bei, dass er mit dem KSC am Ende der Saison in die Zweite Bundesliga aufsteigen konnte. Sein auslaufender Vertrag wurde im Sommer 2020 nicht verlängert.

### AE Larisa
Nach einem halben Jahr ohne Job, unterschrieb Stiefler im Januar 2021 einen Vertrag bis zum Saisonende bei dem griechischen Erstligisten AE Larisa.

## Erfolge
- Gewinner des "Tor des Monats" März 2018 (SV Sandhausen gegen VfL Bochum)
- Karlsruher SC: Aufstieg in die 2. Bundesliga: 2019
- SpVgg Unterhaching: Meister der Regionalliga Bayern und Aufstieg in die 3. Liga: 2023